# Championnat du monde féminin d'échecs 2020

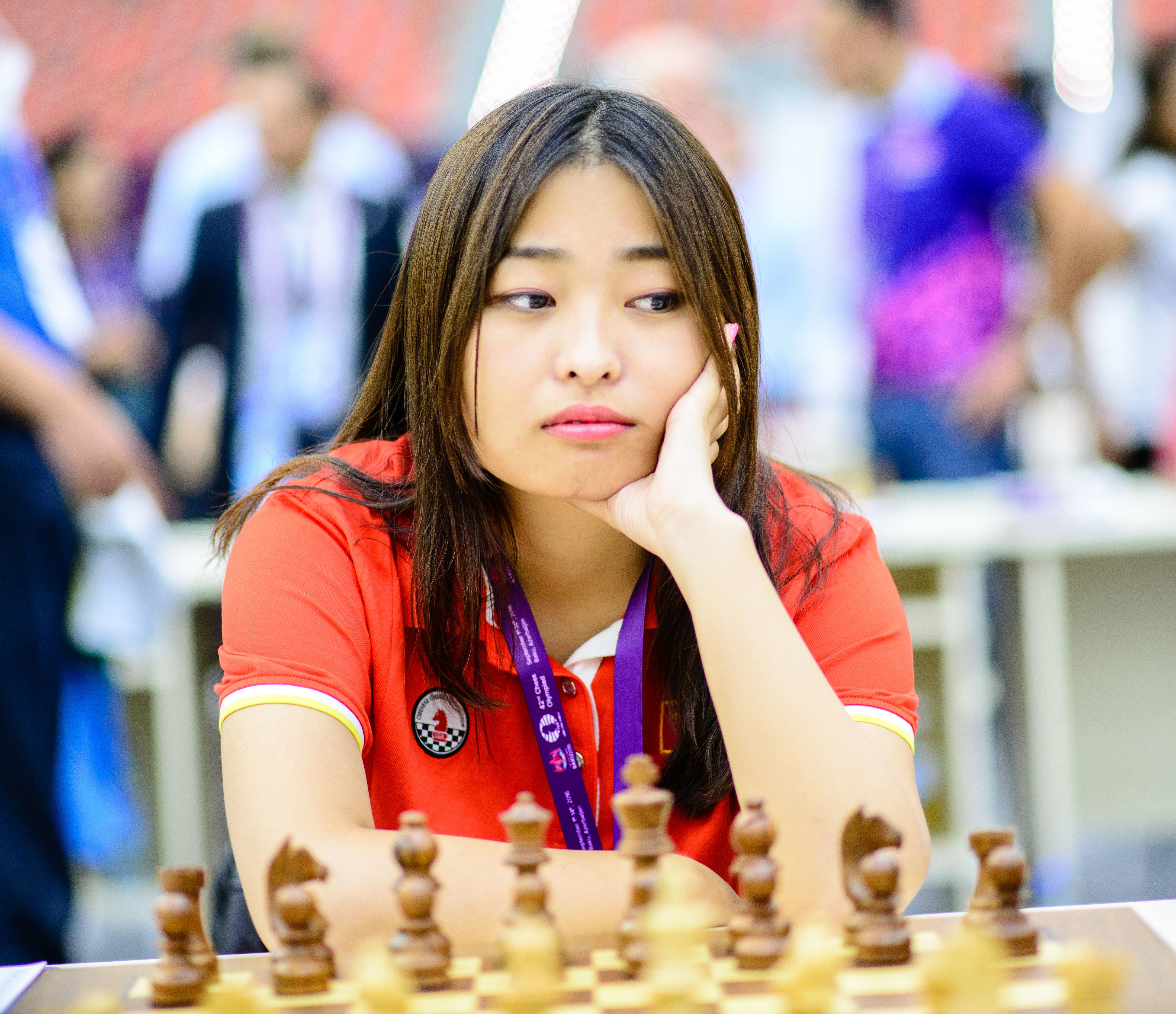
Ju Wenjun

Le championnat du monde d'échecs féminin de 2020 était un match d'échecs pour le titre de champion du monde d'échecs féminin. Il a été disputé par Ju Wenjun (championne du monde en tant que gagnante du championnat knock-out de 2018) et sa challenger, Aleksandra Goryachkina, gagnante d'un tournoi de candidates nouvellement établi qui s'est tenu en 2019.
Le match était prévu en deux parties, l'une organisée à Shanghai (Chine) et l'autre à Vladivostok (Russie), du 3 au 24 janvier 2020. Il marquait le retour à un format de match uniquement pour le titre avec le tournoi des candidats qualificatif.

## Tournoi des candidates
Le nouveau tournoi des candidats a eu lieu du 29 mai au 19 juin 2019 à Kazan, en Russie. Le format était un tournoi double à la ronde à huit joueurs.
Trois joueuses se sont qualifiés en atteignant les demi-finales du dernier championnat. Tous les joueurs restants sont issus de la liste d'évaluation, en prenant la moyenne des douze évaluations mensuelles de 2018. Aleksandra Goryachkina a remplacé Hou Yifan, qui a décliné l'invitation.

### Qualifications
| Place | Joueuses               | Points | numéro mondial féminin | Elo (Mai 2019) | Championne du monde féminin |
| ----- | ---------------------- | ------ | ---------------------- | -------------- | --------------------------- |
| 1     | Aleksandra Goryachkina | 9.5    | 9                      | 2522           |                             |
| 2     | Anna Muzychuk          | 8      | 7                      | 2539           |                             |
| 3     | Tan Zhongyi            | 7      | 10                     | 2513           | 2017                        |
| 4     | Kateryna Lagno         | 7      | 4                      | 2554           |                             |
| 5     | Mariya Muzychuk        | 6.5    | 3                      | 2563           | 2015                        |
| 6     | Nana Dzagnidze         | 6.5    | 11                     | 2510           |                             |
| 7     | Alexandra Kosteniuk    | 6      | 6                      | 2546           | 2008                        |
| 8     | Valentina Gunina       | 5.5    | 13                     | 2506           |                             |

Goryachkina a gagné avec deux tours d'avance,.

### Table finale des résultats
| No. | Joueuse                      | Elo (May 2019)[9] | 1 | 1 | 2 | 2 | 3 | 3 | 4 | 4 | 5 | 5 | 6 | 6 | 7 | 7 | 8 | 8 | Pts | Tie-breaks | Tie-breaks | Resultats par tours | Resultats par tours | Resultats par tours | Resultats par tours | Resultats par tours | Resultats par tours | Resultats par tours | Resultats par tours | Resultats par tours | Resultats par tours | Resultats par tours | Resultats par tours | Resultats par tours | Resultats par tours | Place |
| No. | Joueuse                      | Elo (May 2019)[9] | 1 | 1 | 2 | 2 | 3 | 3 | 4 | 4 | 5 | 5 | 6 | 6 | 7 | 7 | 8 | 8 | Pts | H2H        | Wins       | 1                   | 2                   | 3                   | 4                   | 5                   | 6                   | 7                   | 8                   | 9                   | 10                  | 11                  | 12                  | 13                  | 14                  | Place |
| --- | ---------------------------- | ----------------- | - | - | - | - | - | - | - | - | - | - | - | - | - | - | - | - | --- | ---------- | ---------- | ------------------- | ------------------- | ------------------- | ------------------- | ------------------- | ------------------- | ------------------- | ------------------- | ------------------- | ------------------- | ------------------- | ------------------- | ------------------- | ------------------- | ----- |
| 1   | Valentina Gunina (RUS)       | 2506              |   |   | 1 | 0 | 0 | 0 | ½ | ½ | 0 | 1 | ½ | 1 | 0 | 0 | 1 | 0 | 5½  |            |            | ½                   | ½                   | 1½                  | 1½                  | 2                   | 2                   | 3                   | 3½                  | 3½                  | 3½                  | 4½                  | 5½                  | 5½                  | 5½                  | 8     |
| 2   | Alexandra Kosteniuk (RUS)    | 2546              | 0 | 1 |   |   | ½ | 0 | ½ | ½ | 1 | 0 | 0 | 1 | ½ | ½ | ½ | 0 | 6   |            |            | ½                   | 1                   | 1                   | 1½                  | 2½                  | 2½                  | 3                   | 3                   | 3½                  | 4½                  | 4½                  | 4½                  | 5½                  | 6                   | 7     |
| 3   | Aleksandra Goryachkina (RUS) | 2522              | 1 | 1 | ½ | 1 |   |   | 1 | ½ | 1 | ½ | ½ | 0 | ½ | ½ | 1 | ½ | 9½  |            |            | ½                   | 1½                  | 2½                  | 3                   | 4                   | 5                   | 5½                  | 6½                  | 7½                  | 8                   | 8½                  | 9                   | 9½                  | 9½                  | 1     |
| 4   | Kateryna Lagno (RUS)         | 2554              | ½ | ½ | ½ | ½ | 0 | ½ |   |   | ½ | ½ | 1 | ½ | ½ | 0 | 1 | ½ | 7   | 1½         |            | ½                   | 1                   | 1                   | 2                   | 2½                  | 3½                  | 4                   | 4½                  | 5                   | 5½                  | 6                   | 6                   | 6½                  | 7                   | 3     |
| 5   | Nana Dzagnidze (GEO)         | 2510              | 1 | 0 | 0 | 1 | 0 | ½ | ½ | ½ |   |   | 1 | ½ | 1 | 0 | ½ | 0 | 6½  | 1½         |            | ½                   | 1½                  | 2½                  | 3½                  | 3½                  | 3½                  | 4                   | 4                   | 4                   | 4½                  | 4½                  | 5½                  | 6                   | 6½                  | 5     |
| 6   | Mariya Muzychuk (UKR)        | 2563              | ½ | 0 | 1 | 0 | ½ | 1 | 0 | ½ | 0 | ½ |   |   | ½ | ½ | ½ | 1 | 6½  | ½          |            | ½                   | 1                   | 1                   | 1                   | 1½                  | 2½                  | 3                   | 3½                  | 4½                  | 5                   | 5½                  | 5½                  | 5½                  | 6½                  | 6     |
| 7   | Anna Muzychuk (UKR)          | 2539              | 1 | 1 | ½ | ½ | ½ | ½ | ½ | 1 | 0 | 1 | ½ | ½ |   |   | 0 | ½ | 8   |            |            | ½                   | ½                   | ½                   | 1                   | 1½                  | 2½                  | 3                   | 3½                  | 4½                  | 5                   | 5½                  | 6½                  | 7½                  | 8                   | 2     |
| 8   | Tan Zhongyi (CHN)            | 2513              | 0 | 1 | ½ | 1 | 0 | ½ | 0 | ½ | ½ | 1 | ½ | 0 | 1 | ½ |   |   | 7   | ½          |            | ½                   | 1                   | 2                   | 2½                  | 2½                  | 2½                  | 2½                  | 3½                  | 3½                  | 4                   | 5                   | 5½                  | 6                   | 7                   | 4     |

## Match de championnat
Comme en 2018, le match a été divisé en deux parties, accueillies par les pays des joueurs. Une étape a eu lieu à Shanghai, en Chine, et l'autre à Vladivostok, en Russie. À Shanghai, le match s'est déroulé à l'hôtel InterContinental Shanghai Jing'An, à Vladivostok à l'Université fédérale d'Extrême-Orient sur l'île Russe. Le format a été porté à douze matchs, les derniers championnats n'ayant comporté que dix matchs programmés.

### Résultat
| Joueuses                     | Elo  | durée standard | durée standard | durée standard | durée standard | durée standard | durée standard | durée standard | durée standard | durée standard | durée standard | durée standard | durée standard | Points | Rapide Tie-Breaks | Rapide Tie-Breaks | Rapide Tie-Breaks | Rapide Tie-Breaks | Tie-Break Points |
| Joueuses                     | Elo  | 1              | 2              | 3              | 4              | 5              | 6              | 7              | 8              | 9              | 10             | 11             | 12             | Points | R1                | R2                | R3                | R4                | Tie-Break Points |
| ---------------------------- | ---- | -------------- | -------------- | -------------- | -------------- | -------------- | -------------- | -------------- | -------------- | -------------- | -------------- | -------------- | -------------- | ------ | ----------------- | ----------------- | ----------------- | ----------------- | ---------------- |
| Ju Wenjun (CHN)              | 2584 | ½              | ½              | ½              | 1              | 0              | ½              | ½              | 0              | 1              | 1              | ½              | 0              | 6      | ½                 | ½                 | 1                 | ½                 | 2½               |
| Aleksandra Goryachkina (RUS) | 2578 | ½              | ½              | ½              | 0              | 1              | ½              | ½              | 1              | 0              | 0              | ½              | 1              | 6      | ½                 | ½                 | 0                 | ½                 | 1½               |